# Даунінгс
Даунінгс (англ. Downings; ірл. Na Dnaibh) — село в Ірландії, знаходиться в графстві Донегол (провінція Ольстер). Є частиною Гелтахту.